# Wood Lake (Minnesota)
Wood Lake é uma cidade localizada no estado americano de Minnesota, no Condado de Yellow Medicine.

## Demografia
Segundo o censo americano de 2000, a sua população era de 436 habitantes.
Em 2006, foi estimada uma população de 402, um decréscimo de 34 (-7.8%).

## Geografia
De acordo com o United States Census Bureau tem uma área de
2,1 km², dos quais 2,1 km² cobertos por terra e 0,0 km² cobertos por água. Wood Lake localiza-se a aproximadamente 320 m acima do nível do mar.

## Localidades na vizinhança
O diagrama seguinte representa as localidades num raio de 20 km ao redor de Wood Lake.